# Güngör Öztürk
Güngör Öztürk (Istanbul, 24 dicembre 1977) è un allenatore di calcio ed ex calciatore turco, di ruolo difensore.